# Agrotis hodnoe
Agrotis hodnoe är en fjärilsart som beskrevs av Charles Oberthür 1978. Agrotis hodnoe ingår i släktet Agrotis och familjen nattflyn. Inga underarter finns listade i Catalogue of Life.